# Globostomia pervicax
Globostomia pervicax is een slakkensoort uit de familie van de Pyramidellidae. De wetenschappelijke naam van de soort is voor het eerst geldig gepubliceerd in 2009 door Hoffman, van Heugten & Lavaleye.